# Desa Karekanduku
Desa Karekanduku är en administrativ by i Indonesien.   Den ligger i provinsen Nusa Tenggara Timur, i den södra delen av landet, 1 400 km öster om huvudstaden Jakarta. Desa Karekanduku ligger på ön Pulau Sumba.